# Journal of Controversial Ideas
Journal of Controversial Ideas (JCI) és una revista acadèmica interdisciplinària d'accés obert i revisada per experts, que permet als acadèmics publicar amb pseudònim si ho desitgen. El primer número de la revista es va publicar el 23 d'abril de 2021. Dels deu articles publicats al primer número de JCI, tres dels autors van utilitzar pseudònims.

## Història
La revista va ser creada el novembre de 2018 pels filòsofs morals Francesca Minerva, Jeff McMahan i Peter Singer. Va començar a acceptar comunicacions l'abril de 2020, cercant «una discussió acurada, rigorosa i no polèmica de qüestions que es consideren àmpliament controvertides, en el sentit que certes opinions sobre elles podrien ser considerades per moltes persones com moralment, socialment o ideològicament censurables o ofensives».
La idea de la revista va començar quan Minerva va rebre amenaces de mort i va tenir dificultats per a trobar feina arran d'un article del 2012 que va escriure conjuntament sobre l'ètica de l'eutanàsia infantil a Journal of Medical Ethics. Posteriorment, Minerva va publicar un article el 2014 a Bioethics titulat «Why Publishing Pseudonymously Can Protect Academic Freedom» perquè «vam pensar que havíem de crear aquesta revista on la gent pogués enviar articles que temen que no es puguin publicar en altres revistes». Segons McMahan, JCI «permet que les persones les idees de les quals puguin tenir problemes amb l'esquerra o amb la dreta política o amb la seva pròpia administració universitària, publiquin sota un pseudònim».
Els Editors de Philosophy van felicitar la revista per mantenir l'esperit de John Stuart Mill, però es van preguntar si l'ús de l'anonimat dificultaria la qualitat del debat acadèmic. També van assenyalar la ironia dels principals acadèmics d'algunes de les «universitats més prestigioses del món liberal occidental» publicant el que en una altra època seria conegut com un samizdat. El filòsof australià Russell Blackford va donar la benvinguda a la revista i va afirmar que el primer número estava «a un nivell comparable a la majoria de revistes ben considerades que tracten d'ètica o de polítiques públiques». A The Conversation, els investigadors Haixin Dang i Joshua Habgood-Coote van criticar la revista per permetre als autors «escollir quan evitar la controvèrsia» amb un pseudònim, afirmant que «els investigadors podran publicar articles, reclamar-los si tenen una reacció positiva i rebutjar-los si no».